# Consulaten van de Oranje Vrijstaat
De consulaten van de Oranje Vrijstaat vormden de officiële diplomatieke vertegenwoordiging van de Oranje Vrijstaat, een Boerenrepubliek, in het buitenland. De consulaten waren gevestigd in verschillende Europese staten en in de Verenigde Staten van Amerika tussen 1855 en 31 mei 1902, toen de republiek ophield te bestaan.

## Geschiedenis
De eerste en gedurende het hele bestaan van de republiek belangrijkste consulaire post was het consulaat-generaal van de Oranje Vrijstaat in Nederland. Tussen 1871 en 1902 had de consul-generaal in Nederland soms ook diplomatieke bevoegdheden, onder de titel van 'speciaal gezant'. In deze hoedanigheid was de zittende consul-generaal belast met het onderhandelen over en sluiten van verdragen met andere staten en internationale organisaties namens de regering van de Oranje Vrijstaat.
Gedurende het bestaan van de republiek heeft de Oranje Vrijstaat vier consul-generaals in Nederland gehad: Ulrich Gerard Lauts, Cornelis Hiddingh (1861-1871), Hendrik Antonie Lodewijk Hamelberg (1871-1896) en Hendrik Pieter Nicolaas Muller (1896-1902).
De Oranje Vrijstaat had ook consultaten in de Verenigde Staten, België en Spanje.
Na de Tweede Boerenoorlog werd de Oranje Vrijstaat geannexeerd door het Britse Rijk, waarna de consulaten werden gesloten.